# Institut supérieur de l'automobile et des transports
Institut supérieur de l'automobile et des transports er et fransk ingeniør-institut tilknyttet Elles Bougent.
Instituttet blev oprettet i 1991 og har i dag omkring 700 studerende. Det er den eneste franske offentlige ingeniørskole med speciale i biler.